# Chharka
Chharka (nep. छर्का) – gaun wikas samiti w zachodniej części Nepalu w strefie Karnali w dystrykcie Dolpa. Według nepalskiego spisu powszechnego z 2001 roku liczył on 108 gospodarstw domowych i 634 mieszkańców (330 kobiet i 304 mężczyzn).